# Neoterius mystax
Neoterius mystax är en skalbaggsart som först beskrevs av Blanchard 1851.  Neoterius mystax ingår i släktet Neoterius och familjen kapuschongbaggar. Inga underarter finns listade i Catalogue of Life.

## Bildgalleri

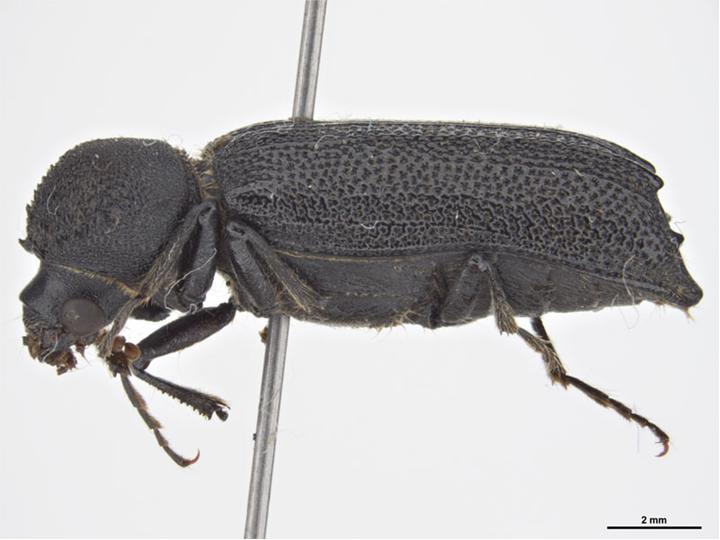